# オープロダクション
有限会社オープロダクションは、アニメーション制作のうち、作画作業の請負を主な事業内容とする日本の企業。アニメーション事業者協会会員。

## 概要・沿革
1970年5月にハテナプロダクション出身のアニメーターの塩山紀生、村田耕一、小松原一男、米川功真らによって設立された。当初は塩山が社長を務め、1年後塩山が退社、その跡を継ぎ村田が社長に就任した。当初はAプロダクションと東映動画のテレビシリーズを手がけ、1980年代までは、小松原を中心とした東映動画班と、「世界名作劇場」などを手がける村田、才田俊次らの日本アニメーション班で両社作品に参加した。その他、作画プロダクションとしてスタジオジブリ、マッドハウスなど多くのスタジオの作品に参加している。
アニメーターとして、真鍋譲二、友永和秀、丹内司、山内昇寿郎、長崎重信、末吉裕一郎、高坂希太郎、後にアニメ監督になる飯田つとむ（飯田馬之介）、漫画家の高橋春男なども在籍した。
テレビアニメーション以外でも、個人のアニメーション作家としても活動した相原信洋、アニメーション同好会アニドウ（アニ同）代表のなみきたかし、後に評論家となる五味（富沢）洋子なども在籍していた。1975年からはズイヨー映像の「アルプスの少女ハイジ」で仕事を共にしたアニメーション監督の高畑勲を招いて宮沢賢治原作の「セロ弾きのゴーシュ」を7年がかりで自主制作で長編アニメ化。これにより、1981年度の毎日映画コンクール大藤信郎賞を受賞している。
2006年、村田の死去に伴い並木が社長に就いた。在籍者は全てアニメーターである。2008年4月に東京都杉並区天沼から荻窪に本社移転。
社名の由来は設立当時に発行されていた平凡出版（現・マガジンハウス）の男性誌『PocketパンチOh!』から。「オープロダクション」「OH!プロダクション」「OHプロ」ともクレジットされることがある。

## 自社制作作品
- セロ弾きのゴーシュ （1982年）
- デビルマン 誕生編 OVA（1987年11月1日）
- 海だ!船出だ!にこにこ、ぷん（1990年1月4日）
- デビルマン 妖鳥死麗濡編 OVA（1990年2月25日）

## 携わった主な作品

### テレビアニメ
- アタックNo.1 （1969年-1971年）
- ルパン三世 （1971年-1972年）
- ゲッターロボ (1974年-1975年)
- UFOロボ グレンダイザー （1975年-1977年）
- マグネロボ ガ・キーン（1976年-1977年)
- ルパン三世 PartII (1977年-1980年)
- 超人戦隊バラタック（1977年-1978年）
- 未来少年コナン （1978年）
- ドラえもん （1979年-2005年・2005年-）
- ガジェット警部 (1983年-1984年)
- 牧場の少女カトリ （1984年）
- ルパン三世 PARTIII （1984年-1985年）
- 名探偵ホームズ （1984年-1985年）
- 忍者戦士飛影 （1985年-1986年）
- 愛少女ポリアンナ物語 （1986年）
- らんま1/2（1989年）
- アイドル天使ようこそようこ （1990年-1991年）
- ちびまる子ちゃん （第1期：1990年-1992年/第2期：1995年-）
- クレヨンしんちゃん （1992年-）
- しましまとらのしまじろう（1993年-2008年）
- 七つの海のティコ （1994年）
- 3丁目のタマ うちのタマ知りませんか? （1994年）
- 恐竜冒険記ジュラトリッパー （1995年）
- 新世紀エヴァンゲリオン （1995年-1996年）
- ふしぎ遊戯 （1995年-1996年）
- 中華一番! （1997年-1998年）
- 超魔神英雄伝ワタル （1997年-1998年）
- D4プリンセス （1999年）
- アークザラッド （1999年）
- シャーマンキング （2001年-2002年）
- PROJECT ARMS （2001年-2002年）
- あたしンち （2002年-2009年）
- ポケットモンスター アドバンスジェネレーション （2002年-2006年）
- デ・ジ・キャラットにょ （2003年-2004年）
- 鋼の錬金術師 （2003年-2004年）
- サムライチャンプルー （2004年）
- BLEACH （2004年-）
- まじかるカナン （2005年）
- ガン×ソード （2005年）
- Paradise Kiss （2005年）
- BLOOD+ （2005年-2006年）
- 地獄少女 （2005年-2006年）
- xxxHOLiC （2006年）
- ネギま!? （2006年-2007年）
- 結界師 （2006年-2008年）
- アイドルマスター XENOGLOSSIA （2007年）
- スカルマン THE SKULL MAN （2007年）
- BLUE DRAGON （2007年）
- もえたん （2007年）
- 戦争童話集「ふたつの胡桃」 （2007年）
- みなみけ （2007年）
- さよなら絶望先生 （2007年）
- 機動戦士ガンダム00 （2007年-2008年）
- RD 潜脳調査室 （2008年）
- 鉄腕バーディー DECODE （2008年）
- コードギアス反逆のルルーシュR2 （2008年）
- キャシャーンSins （2008年-2009年）
- 魔法少女まどか☆マギカ （2011年）
- ガールズ&パンツァー (2012年-2013年)
- 惡の華 （2013年）
- ガンダム Gのレコンギスタ  (2014年)
- ワンパンマン  (2015年)
- モブサイコ100  (2016年)
- 魔法陣グルグル（2017年）
- サザエさん（2017年）

### OVA
- デトロイト・メタル・シティ （2008年）

### 劇場映画
- 銀河鉄道999  (1979年)
- ルパン三世 カリオストロの城 （1979年）
- フリテンくん （1981年）
- わが青春のアルカディア （1982年）
- うる星やつら オンリー・ユー （1983年）
- ルパン三世 バビロンの黄金伝説 （1985年）
- チロヌップのきつね （1987年）
- スタジオジブリシリーズ
  - 風の谷のナウシカ （1984年）
  - 天空の城ラピュタ （1986年）
  - 火垂るの墓 （1988年）
  - 魔女の宅急便 （1989年）
  - おもひでぽろぽろ （1991年）
  - 紅の豚 （1992年）
  - 平成狸合戦ぽんぽこ （1994年）
  - 耳をすませば （1995年）
  - On Your Mark （1995年）
  - もののけ姫 （1997年）
  - 千と千尋の神隠し （2001年）
  - ハウルの動く城 （2004年）
  - 崖の上のポニョ  (2008年)
  - かぐや姫の物語 （2013年）
- はれときどきぶた（1988年）
- アキラ （1988年）
- 走れメロス
- きんぎょ注意報! （1992年）
- ユンカース・カム・ヒア(1995年)
- 新きまぐれオレンジ☆ロード capricious orange road そして、あの夏のはじまり （1996年）
- 新世紀エヴァンゲリオン劇場版シリーズ
  - 新世紀エヴァンゲリオン劇場版 シト新生 （1997年）
  - 新世紀エヴァンゲリオン劇場版 Air/まごころを、君に （1997年）
- 劇場版名探偵コナンシリーズ
  - 名探偵コナン 時計じかけの摩天楼 （1997年）
  - 名探偵コナン 14番目の標的 （1998年）
- 映画ドラえもんシリーズ
  - ドラえもん のび太の南海大冒険 （1998年）
  - ドラえもん のび太とふしぎ風使い （2003年）
  - ドラえもん のび太のワンニャン時空伝 （2004年）
  - ドラえもん のび太の恐竜2006 （2006年）
  - ドラえもん のび太の新魔界大冒険 〜7人の魔法使い〜 （2007年）
- 映画クレヨンしんちゃんシリーズ
  - クレヨンしんちゃん 電撃!ブタのヒヅメ大作戦 （1998年）
  - クレヨンしんちゃん 嵐を呼ぶ アッパレ!戦国大合戦 （2002年）
  - クレヨンしんちゃん 嵐を呼ぶ 栄光のヤキニクロード （2003年）
  - クレヨンしんちゃん 嵐を呼ぶ!夕陽のカスカベボーイズ （2004年）
  - クレヨンしんちゃん 伝説を呼ぶブリブリ 3分ポッキリ大進撃 （2005年）
  - クレヨンしんちゃん 伝説を呼ぶ 踊れ!アミーゴ! （2006年）
  - クレヨンしんちゃん 嵐を呼ぶ 歌うケツだけ爆弾! （2007年）
  - クレヨンしんちゃん ちょー嵐を呼ぶ 金矛の勇者 （2008年）
  - クレヨンしんちゃん オタケベ!カスカベ野生王国 （2009年）
  - クレヨンしんちゃん 超時空!嵐を呼ぶオラの花嫁 （2010年）
  - クレヨンしんちゃん 嵐を呼ぶ黄金のスパイ大作戦 （2011年）
  - クレヨンしんちゃん 嵐を呼ぶ!オラと宇宙のプリンセス （2012年）
  - クレヨンしんちゃん バカうまっ!B級グルメサバイバル!! （2013年）
  - クレヨンしんちゃん ガチンコ!逆襲のロボとーちゃん （2014年）
  - クレヨンしんちゃん オラの引越し物語 サボテン大襲撃 （2015年）
  - クレヨンしんちゃん 爆睡!ユメミーワールド大突撃 （2016年）
  - クレヨンしんちゃん 新婚旅行ハリケーン～失われたひろし～（2019年）
- 劇場版ポケットモンスターシリーズ
  - 劇場版ポケットモンスター ミュウツーの逆襲 （1998年）
    - ピカチュウのなつやすみ （1998年）
    - ピカチュウたんけんたい （1999年）

  - 劇場版ポケットモンスター 結晶塔の帝王 ENTEI （2000年）
  - 劇場版ポケットモンスター セレビィ 時を超えた遭遇 （2001年）
  - 劇場版ポケットモンスター アドバンスジェネレーション 七夜の願い星 ジラーチ （2003年）
  - 劇場版ポケットモンスター アドバンスジェネレーション 裂空の訪問者 デオキシス （2004年）
  - 劇場版ポケットモンスター アドバンスジェネレーション ミュウと波導の勇者 ルカリオ （2005年）
  - 劇場版ポケットモンスター ダイヤモンド&パール ディアルガVSパルキアVSダークライ （2007年）
  - 劇場版ポケットモンスター ダイヤモンド&パール ギラティナと氷空の花束 シェイミ （2008年）
  - 劇場版ポケットモンスター ダイヤモンド&パール アルセウス 超克の時空へ （2009年）
  - 劇場版ポケットモンスター ダイヤモンド&パール 幻影の覇者 ゾロアーク （2010年）
  - 劇場版ポケットモンスター ベストウイッシュ キュレムVS聖剣士 ケルディオ （2012年）
  - ポケモン・ザ・ムービーXY 破壊の繭とディアンシー （2014年）
  - ポケモン・ザ・ムービーXY&Z ボルケニオンと機巧のマギアナ（2016年）
- デジモンアドベンチャー02 ディアボロモンの逆襲 （2001年）
- メトロポリス （2001年）
- あたしンち （2003年）
- 茄子 アンダルシアの夏 （2003年）
- 劇場版NARUTO -ナルト-シリーズ
  - 劇場版 NARUTO -ナルト- 大活劇!雪姫忍法帖だってばよ!! （2004年）
  - 劇場版 NARUTO -ナルト- 大激突!幻の地底遺跡だってばよ （2005年）
  - 劇場版 NARUTO -ナルト- 大興奮!みかづき島のアニマル騒動だってばよ （2006年）
- 劇場版xxxHOLiC 真夏ノ夜ノ夢 （2005年）
- あらしのよるに （2005年）
- 時をかける少女 （2006年）
- パプリカ （2006年）
- 劇場版BLEACH MEMORIES OF NOBODY （2006年）
- 河童のクゥと夏休み （2007年）
- マイマイ新子と千年の魔法(2009年)
- おまえ うまそうだな（2010年）
- Kick-Heart（2013年）
- 劇場版 魔法少女まどか☆マギカ ［新編］叛逆の物語（2013年）
- ジョバンニの島（2014年）
- 君の名は。(2016年)
- 夜は短し歩けよ乙女（2017年）
- ペンギン・ハイウェイ(2018年)
- 若おかみは小学生!(2018年)
- 天気の子(2019年)
- シン・エヴァンゲリオン劇場版（2021年）

### Webアニメ
- 日本アニメ（ーター）見本市（2014年）
- クレヨンしんちゃん外伝 エイリアン vs. しんのすけ（2016年）
- クレヨンしんちゃん外伝 おもちゃウォーズ（2016年）

### ゲーム
- ポポロクロイス物語II （2000年）
- テイルズ オブ シンフォニア （2003年）

## 主な関係者及び出身者
- 安藤正浩
- 飯田馬之介
- 石川雅一
- 石浜真史
- いとうまりこ
- 大森隆裕
- 小倉陳利
- 高坂希太郎
- 小松原一男
- 才田俊次
- 清水洋
- 末吉裕一郎
- 田辺修
- 丹内司
- 辻繁人
- 友永和秀
- 長崎重信
- 中山大輔
- 村田耕一